# Tetragnatha straminea
Tetragnatha straminea là một loài nhện trong họ Tetragnathidae.
Loài này thuộc chi Tetragnatha. Tetragnatha straminea được miêu tả năm 1884 bởi Emerton.